# Luan Santos
Luan Pereira dos Santos (sinh ngày 11 tháng 9 năm 1991) là một cầu thủ bóng đá người Brasil thi đấu cho União da Madeira.

## Sự nghiệp câu lạc bộ
Anh ra mắt chuyên nghiệp tại Campeonato Gaúcho cho Juventude vào ngày 7 tháng 2 năm 2010 trong trận đấu trước Santa Cruz.